# Комитет спасения Родины и революции
«Комитет спасения Родины и революции» — орган, созданный в Петрограде в ночь с 25 на 26 октября (с 7 на 8 ноября) 1917 г., в часы штурма большевиками Зимнего дворца, после возвращения в здание Городской Думы участников шествия на помощь осаждаемому в своей резиденции революционному правительству, с целью борьбы против большевиков.
В состав Комитета вошли представители Петроградской городской думы, Предпарламента, ЦИК Советов 1-го созыва, Исполкома Всероссийского Совета крестьянских депутатов, Центрофлота, ЦК партий меньшевиков, эсеров, «народных социалистов», кадетов, почтово-телеграфного и железнодорожного союзов, фракций меньшевиков и эсеров, ушедших со 2-го Всероссийского съезда Советов и др. Председателем Комитета был избран правый эсер А. Р. Гоц.
Отделение Комитета создается и в зоне действия 12-й армии, в Валке. В него вступают многие латышские политические и общественные деятели из Латышского крестьянского союза, социал-революционеров (эсеры), Национального союза латышских воинов и других партий и организаций.
Комитет распространял антибольшевистские листовки, поддерживал забастовку государственных служащих и поход Керенского—Краснова на Петроград, организовал вооруженное выступление юнкеров в самом Петрограде, меньшевиков и эсеров, ушедших со 2-го Всероссийского съезда Советов и др.
Согласно свидетельству Джона Рида, Комитет уже 26 октября (8 ноября) расклеил в Петрограде воззвание, в котором констатировал незаконность большевистской власти, декларировал намерение воссоздать Временное правительство, которое «доведёт страну до Учредительного собрания и спасёт её от контрреволюции и анархии», и призывал граждан не признавать незаконной власти большевиков и встать «на защиту родины и революции».
29 октября Комитет спасения Родины и революции поднял антибольшевистское восстание в Петрограде. Центром восстания стал Инженерный замок, а основной вооружённой силой — размещавшиеся в нём юнкера Николаевского инженерного училища. Смещённый большевиками командующий Петроградским военным округом Г. П. Полковников объявил себя командующим «войсками спасения» и своим приказом запретил частям округа исполнять приказы ВРК. На какое-то время восставшим удалось захватить телефонную станцию и отключить Смольный, арестовать часть комиссаров ВРК и начать разоружение красногвардейцев. Однако основная масса войск Петроградского гарнизона к восстанию не присоединилась. Уже к 11 часам 29 октября силы ВРК отбили телефонную станцию и превосходящими силами окружили Инженерный замок. Окончательно выступление было подавлено к утру 30 октября.
Параллельно силы ВРК заблокировали ряд юнкерских училищ в Петрограде, что в некоторых случаях сопровождалось жертвами. Особенно упорное сопротивление оказало Владимирское училище, где погибло с обеих сторон до 200 человек, в ходе штурма применялась артиллерия.
В конце ноября 1917 года Комитет был преобразован в «Союз защиты Учредительного собрания», в который вошли также представители других партий; председателем стал правый эсер В. Н. Филипповский. После роспуска Учредительного собрания Союз самоликвидировался. 